# Distrito urbano
En las islas británicas, un distrito urbano (en inglés: urban district) fue un tipo de distrito que cubría un área urbanizada. Los distritos urbanos tenían un Consejo de Distrito Urbanos (Urban District Council o UDC) electo, que compartían las responsabilidades del gobierno local con un Consejo de Condado.
- Datos: Q374614